# Wedderien
Wedderien ist ein Ortsteil der Gemeinde Göhrde im Landkreis Lüchow-Dannenberg in Niedersachsen.

## Geographie
Der Ort liegt drei Kilometer südlich von Metzingen, dem Sitz der Gemeinde.

## Geschichte
Für das Jahr 1848 wird angegeben, dass Wedderien drei Wohngebäude hatte, in denen 24 Einwohner lebten. Zu der Zeit war der Ort nach Hitzacker eingepfarrt.
Am 1. Dezember 1910 hatte Wedderien als eigenständige Gemeinde im Kreis Dannenberg 13 Einwohner. Am 1. Juli 1972 wurde die bis dahin selbständige Gemeinde in die Gemeinde Metzingen eingemeindet, die am  29. Januar 1976 in Gemeinde Göhrde umbenannt wurde.